# Wiktar Daschuk

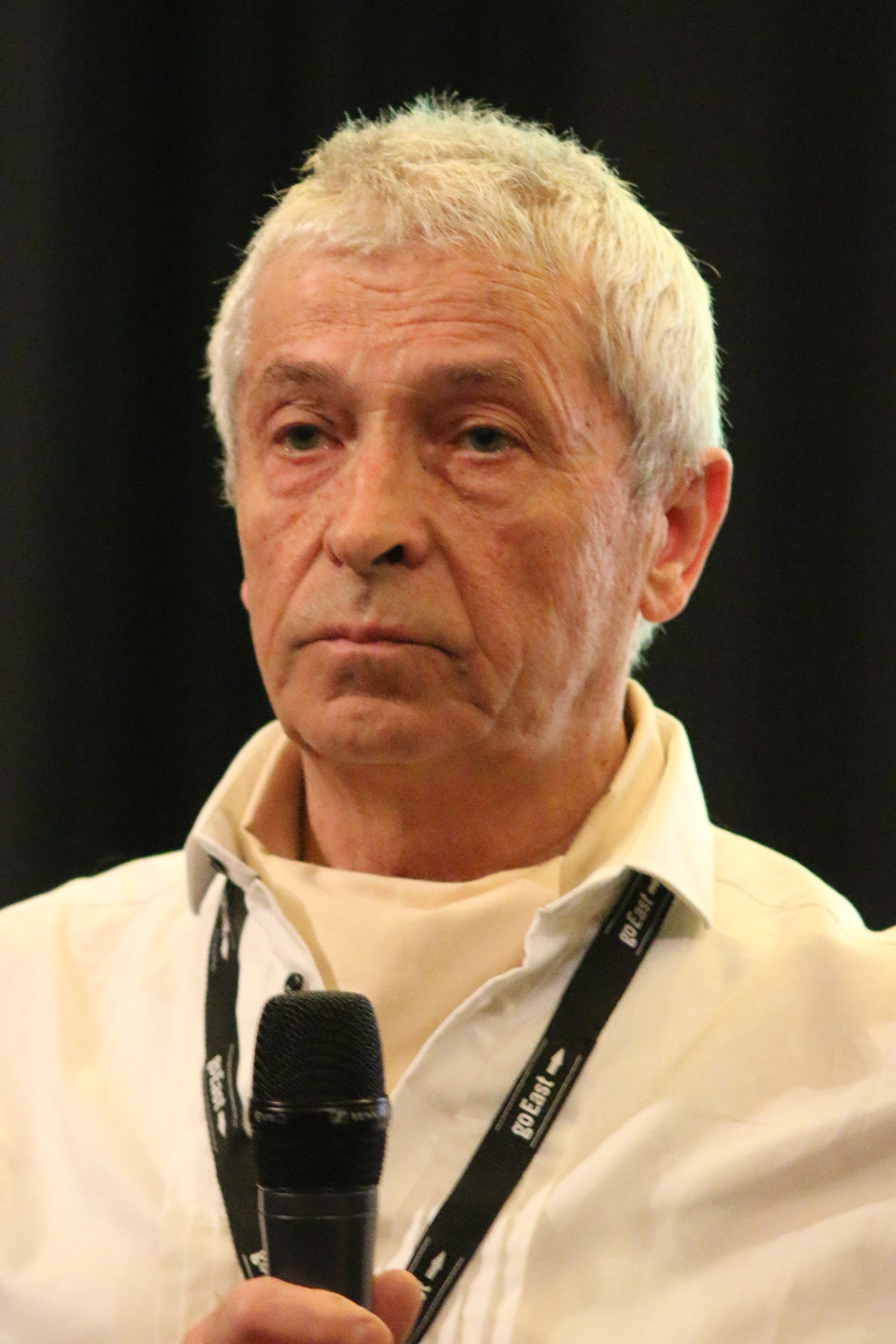
Wiktar Nitschyparawitsch Daschuk, auf dem 14. Festival des mittel- und osteuropäischen Films in Wiesbaden

Wiktar Nitschyparawitsch Daschuk (belarussisch Віктар Нічыпаравіч Дашук, auch russisch Виктор Никифорович Дашук, * 16. September 1938 im Rajon Chojniki der Weißrussischen SSR) ist ein belarussischer und sowjetischer Filmregisseur. In Deutschland wurde er durch den mehrteiligen Dokumentarfilm Der Krieg hat kein weibliches Gesicht (1980–1984) erstmals bekannt. Für eine Folge des Films erhielt er 1983 einen der Hauptpreise des Leipziger Dokumentarfilmfestivals, die Silberne Taube sowie den Findlingspreis. 1985 wurde er für diesen und einen weiteren Filmzyklus mit dem Staatspreis der UdSSR, der zweithöchsten sowjetischen Auszeichnung, geehrt.

## Leben
Wiktar Daschuk studierte zunächst ab 1960 Journalistik an der Universität Baku (Aserbaidschanische SSR), später Regie in Moskau bei Leonid Trauberg. Seit 1960 arbeitete er in verschiedenen Tätigkeiten beim belarussischen staatlichen Filmstudio Belarusfilm mit. 1970 drehte er seine ersten eigenen Filme als Regisseur. Seitdem hat er es auf über 80 Titel gebracht. In der Zeit der Sowjetunion erhielt er verschiedene hohe Ehrungen. Im inzwischen eigenständigen Belarus dreht er gesellschaftskritische Filme – z. B. über staatliche Gewalt gegen Demonstranten –, die zum Teil im eigenen Land nicht aufgeführt werden dürfen. Mehrere davon sind inzwischen auch auf DVD mit englischen Untertiteln erschienen. Wiktar Daschuk ist verheiratet und hat zwei Kinder und zwei Enkel.

## Weblink
- Wiktar Daschuk bei IMDb